# Воздвиженка (Цілинний округ)
Воздви́женка (рос. Воздвиженка) — присілок у складі Цілинного округу Курганської області, Росія.
Населення — 223 особи (2010, 347 у 2002).
Національний склад станом на 2002 рік:
- росіяни — 89 %